# Bonne Saint-Valentin !
 (février 2017).
Si vous disposez d'ouvrages ou d'articles de référence ou si vous connaissez des sites web de qualité traitant du thème abordé ici, merci de compléter l'article en donnant les références utiles à sa vérifiabilité et en les liant à la section « Notes et références ».
Pour plus de détails, voir Fiche technique et Distribution.
Bonne Saint-Valentin ! (Don't Look Now) est un cartoon Merrie Melodies réalisé par Tex Avery en 1936.